# Kobi Shabtai
Yaakov "Kobi" Shabtai (hebreu: יעקב (קובי) שבתאי‎; Ascaló, 11 de novembre de 1964) és un oficial de policia israelià. Ocupa el càrrec de comissari de la Policia d'Israel des del 17 de gener de 2021. Abans d'això, havia exercit com a comandant de la policia de fronteres. .
El 25 de juny de 2023, el ministre de Seguretat Nacional Itamar Ben-Gvir va anunciar que Shabtai deixaria el seu càrrec quan acabés el seu mandat el gener de 2024.

## Biografia
Kobi Shabtai va néixer l'11 de novembre de 1964 a Ascaló. És fill d'immigrants jueus iraquians. Està casat i té tres filles, inclosa una que és oficial de patrulla a la policia i una altra que es va allistar a la Policia Fronterera d'Israel durant seu servei nacional.
Shabtai es va graduar en Administració d'Empreses i té un Màster en Educació. Està casat, és pare de tres filles i viu a Pardes Hanna-Karkur

### Carrera
Shabtai va ser destinat al 202è Batalló de la Brigada de Paracaigudistes el 1982. Al final del seu servei el 1987 havia arribat al rang de Seren (Capità).[4]
Shabtai es va unir a la Policia Fronterera d'Israel el 1991.
El juliol de 2020, a Shabtai se li va diagnosticar COVID-19.

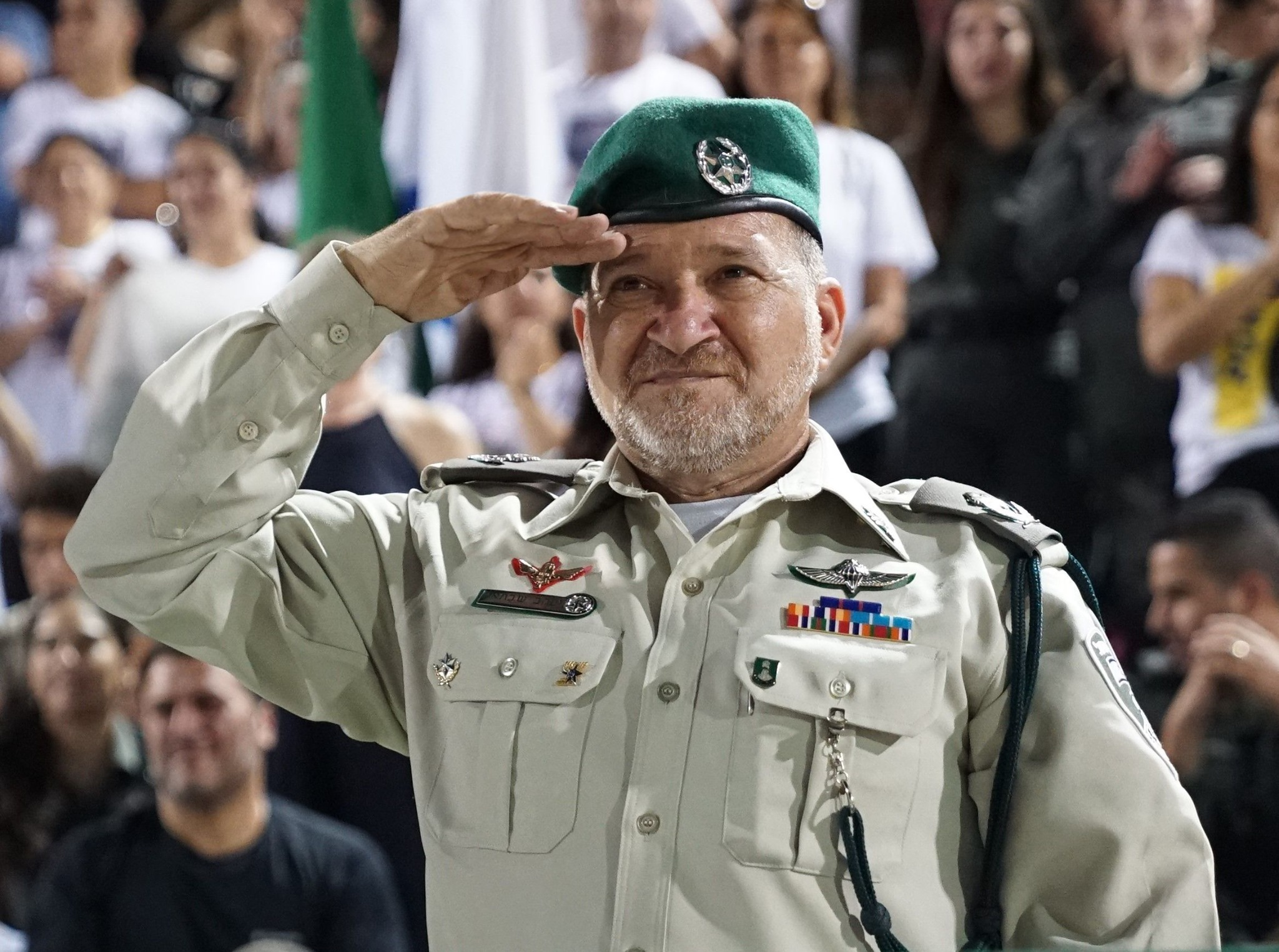
Yaakov Shabtai, el november 2020.

### Comissari de la policia d'Israel
Kobi Shabtai va ser nomenat Comissari de la Policia d'Israel el 17 de gener de 2021, succeint a Motti Cohen.
El 25 d'abril de 2021, Shabtai va ordenar l'eliminació de les barricades que impedien l'accés a la Porta de Damasc a Jerusalem Est després de protestes violentes.
Després de l'allau humana de la muntanya Meron el 2021, Shabtai va dir que no permetria que la policia fos un boc expiatori de l'incident.
En una gravació filtrada d'una conversa amb el ministre de Seguretat Nacional, Itamar Ben-Gvir, Shabtai assegurava que "no hi podem fer res. S'assassinen entre ells. És en la seva naturalesa. Aquesta és la mentalitat dels àrabs", la qual cosa va provocar que els principals polítics àrabs israelians demanessin el seu acomiadament per racisme antiàrab.
Després de la incursió de Hamàs l'octubre de 2023, Shabtai va admetre la mort de 58 funcionaris de la policia israeliana. Va anunciar una política de tolerància zero cap a les manifestacions contra la guerra a Israel i va amenaçar amb la deportació de palestins amb ciutadania israeliana i altres manifestants que protestessin pels atacs israelians a la Franja de Gaza.